# IceWM
IceWMは、X Window Systemのスタック型ウィンドウマネージャの一つ。Marko MačekによってゼロからC++で書かれた。メモリ使用量とCPU使用率が比較的低いのが特徴である。テーマをサポートしており、Windows 95、OS/2、Motifなどのユーザインタフェースに似せることができる。
IceWMプロジェクトの主な目標は、よいルック＆フィールを提供しながらも同時に軽量であることである。またもう一つの重要な特徴として、ポップアップなどでユーザを妨げない操作感が挙げられる。
IceWMの設定は、ユーザのホームディレクトリに置かれたテキストファイルで行うため、コピーやカスタマイズが容易である。また、設定ファイルの編集のためのGUIプログラムも存在する。
IceWMには組み込みのタスクバーがあり、メニュー、タスク表示、ネットワーク・CPUメータ、メールチェッカ、カスタマイズ可能な時計などが置かれている。
ちなみに、開発者曰く「（IceWMという）名前はとても暑い日に決めた」とのこと。

## 採用例
IceWMはAbsolute LinuxやantiXなどの一部のLinuxディストリビューションで既定のGUIとして使用されている。

## スクリーンショット

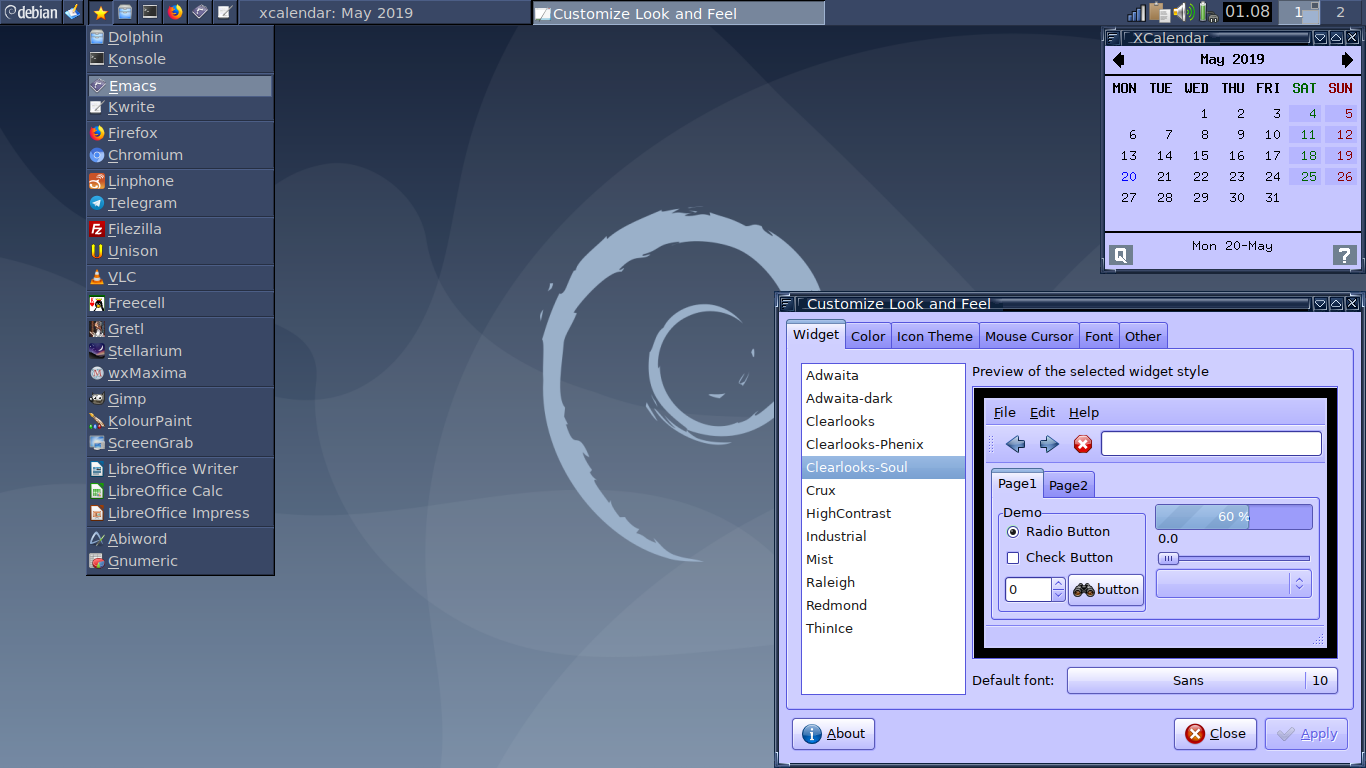
動作中のIceWM
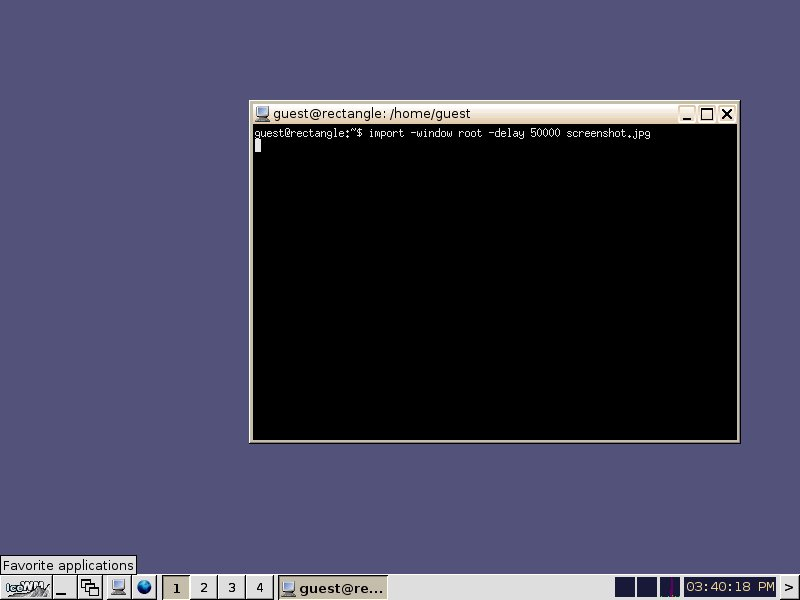
IceDesertテーマのIceWM
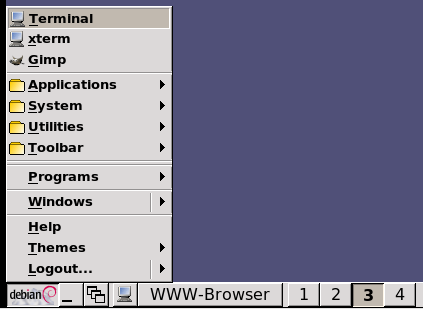
Windows 95風のスタートメニューを使用したIceWM
- Debian上で動作するIceWM 1.3
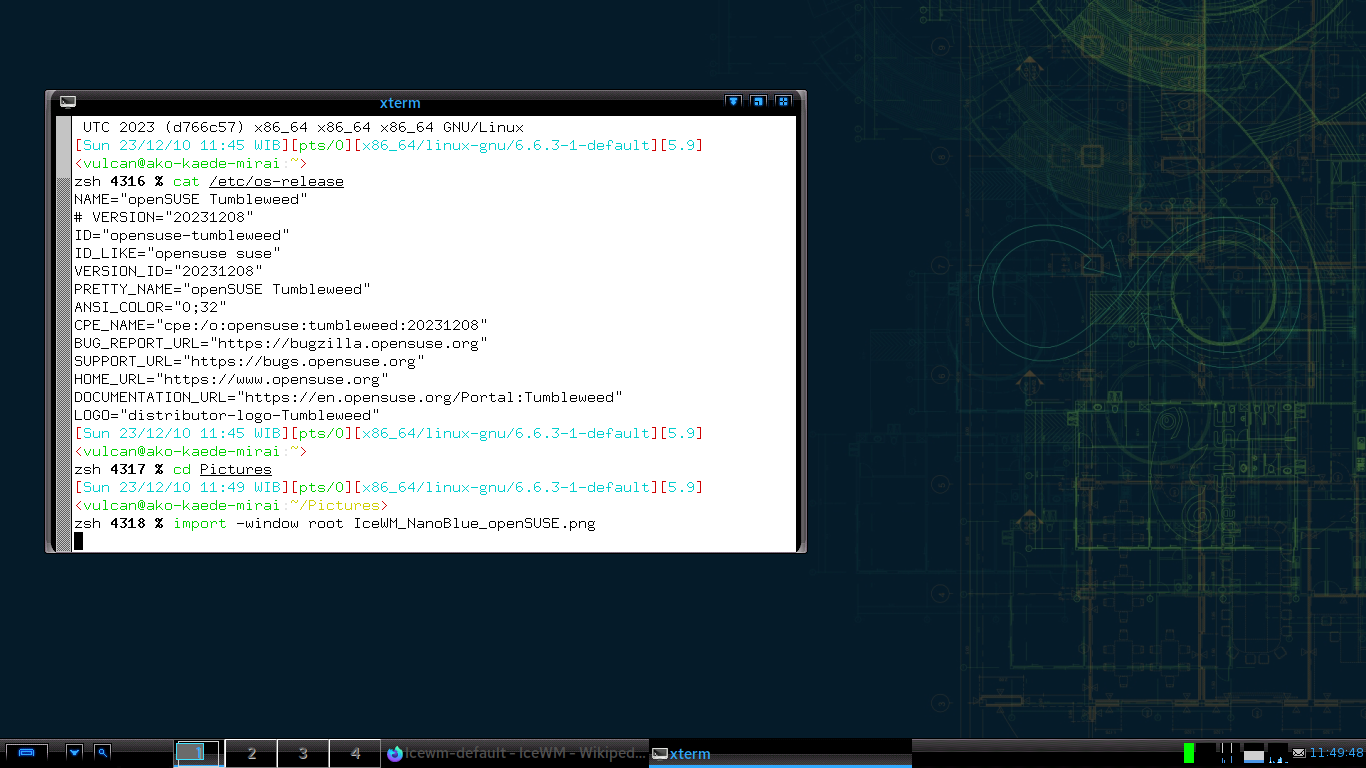
openSUSE上で動くNanoBlueテーマのIceWM
- AntiX 23.1上で動作するIceWM